# Апакаев, Пётр Андреевич
Пётр Андре́евич Апака́ев (2 августа 1936, д. Старый Орьебаш, Калтасинский район, Башкирская АССР, СССР — 18 апреля 2020, Йошкар-Ола, Марий Эл, Россия) — марийский советский и российский деятель науки, педагог, литературовед, литератор. Доктор педагогических наук (1999), профессор (1993). Почётный профессор Марийского государственного университета (2006). Заслуженный учитель Марийской АССР (1969), заслуженный деятель науки Марийской ССР (1991). Действительный член Академии педагогических и социальных наук (2003). Его имя занесено в энциклопедию «Лучшие люди России» (2004).

## Биография
Родился в крестьянской семье. Окончил начальную школу на родине и Амзибашевскую семилетнюю школу, по окончании которой обучался в Краснокамском педагогическом училище. Служил в рядах Советской Армии.
В 1956—1957 годах — преподаватель русского языка в Амзибашевской школе. Приехал в Йошкар-Олу, окончил МГПИ им. Н. К. Крупской. В 1962—1971 годах — воспитатель и преподаватель марийского языка и литературы в Республиканской музыкально-художественной школе-интернате № 1.
В самом начале 1970-х годов окончил годичную аспирантуру при НИИ национальных школ Министерства просвещения РСФСР, защитил диссертацию на соискание учёной степени кандидата педагогических наук на тему «Взаимосвязь урочной и внеурочной работы» (на примере творчества марийского писателя Яныша Ялкайна). Кандидат педагогических наук (1972).
Затем вновь работал старшим научным сотрудником НИИ национальных школ Министерства просвещения РСФСР. В 1977—1982 годах — инструктор отдела науки и учебных заведений Марийского ОК КПСС. 4 года работал старшим научным сотрудником МарНИИ.
С 1986 по 1991 годы — заведующий кафедрой педагогики начального образования МГПИ, профессор (1993). В 1998 году защитил докторскую диссертацию «Историко-педагогические и этнопедагогические основы демократизации образования в Марийском крае». Доктор педагогических наук (1999). Почётный профессор МарГУ (2006).
Умер 18 апреля 2020 года в Йошкар-Оле.

## Научная деятельность
Автор более 350 научных работ, 40 учебников и учебно-методических пособий.
Действительный член Академии педагогических и социальных наук (2003).
Член диссертационного совета по защите кандидатских диссертаций при Марийском государственном университете, являлся научным консультантом докторских исследований, оппонировал более 20 докторских и кандидатских диссертаций, рецензировал более 20 монографий исследователей.

## Литературная деятельность
Начал писать стихи во время учёбы в Амзибашевской семилетней школе. Известен как прозаик (книги «Полмезе кугыжаныш» («Царство строптивых») и «Авий, каласе» («Скажи, мама»)).
Публиковал свои рассказы в журналах «Ончыко», «У сем», альманахах «Эрвий», «Дружба», республиканских и районных газетах.

## Память
- Его имя занесено в энциклопедию «Лучшие люди России» (2004)[3].
- Его имя занесено в Книгу Почёта колхоза им. В. И. Ленина села Чураево Мишкинского района Башкирской АССР (1966)[5].

## Звания и награды
- Заслуженный учитель школы Марийской АССР (1969)[3]
- Заслуженный деятель науки Марийской ССР (1991)[3]
- Литературная премия им. Я. Ялкайна Республики Башкортостан (2003)[5]
- Премия литературно-художественного журнала «Ончыко»[5]
- Медаль «Ветеран труда» (1984)[5]

## Основные литературоведческие работы
Основные литературоведческие работы П. Апакаева:
- Марий писатель Яныш Ялкайн // Марий коммуна. 1961. 15 дек.
- Яныш Ялкайн в МГУ // Мол. коммунист. 1963. 3 янв.
- Яныш Ялкайн — газет пашаеҥ // Марий коммуна. 1966. 27 май.
- Яныш Ялкайн — Чорайыште // Марий коммуна. 1966. 27 нояб.
- Писатель-интернационалист // Ямде лий. 1971. 23 окт.
- Писатель да педагог: В. Сапаевын шочмыжлан — 50 ий // Марий коммуна. 1973. 3 янв.
- Илыш корныш лекме годым: В. Юксернын «Вӱдшӧ йога, серже кодеш» повестьше нерген // Ончыко. 1975. № 3. С. 93—95.
- Я. Ялкайн дене вашлиймаш // Ямде лий. 1977. 23 окт.
- Мут туныкта [Воспитание словом]. — Йошкар-Ола, 1979. 120 с.
- Добрый след: очерк // Марийский край — земля Онара. М., 1979.
- Наука корнышто: Я. Ялкайнын шочмыжлан — 75 ий // Ончыко. 1981. № 5. С. 92—93.
- Илышлан моктеммуро: Эрвел Осыпын творчествыж нерген // Марий коммуна. 1982. 21 дек.
- В. Колумб — Мари-Турекыште // Эрвий. Йошкар-Ола, 1984. С. 42—48.
- Орлята крепили крылья: о Мусе Джалиле и Яныше Ялкайне // Казан утлары. Казань, 1986. № 2. С. 31—32.
- Кок йолташ: Я. Ялкайн и М. Джалиль // Ончыко. 1986. № 5. С. 64—70.
- Поэт-ветеран: шарнымаш // Эрвий. Йошкар-Ола, 1995. С. 103—109.

## Основные произведения
Список основных произведений П. Апакаева на марийском и в переводе на другие языки:

### На марийском языке
- Ачан ойжо; Кол кӱмыж; Теҥгеаш окса; Изи Ондри; Эн кугу сеҥымаш: ойлымаш-вл. // Ончыко. 1977. № 6. С. 101—106.
- Полмезе кугыжаныш: повесть ден ойлымаш-вл. [Царство строптивых: повесть и рассказы]. Йошкар-Ола, 1983. 96 с.
- У костюм: ойлымаш // Марий коммуна. 1985. 24 дек.
- Кечан кумыл: ойлымаш // Марий коммуна. 1986. 25 май.
- Авий, каласе: ойлымаш-вл. [Скажи, мама: рассказы]. — Йошкар-Ола, 1989. 64 с.
- Йоча шӱмыш корно: этюд-вл. // Ончыко. 1995. № 11. С. 155—160.

### В переводе на другие языки
- Коза: рассказ / пер. на рус. А. Спиридонова // Дружба. Йошкар-Ола, 1985. С. 217—221.
- Гармонь: рассказ / пер. на рус. А. Спиридонова // Дружба. Йошкар-Ола, 1987. С. 168—175.
- Дом: рассказ / пер. на рус. А. Спиридонова // Дружба. Йошкар-Ола, 1988. С. 168—171.
- Гармонь: шайыштмаш / пер. на горномар. В. Мамут // У сем. 2006. № 3. С. 130—137.